# Blackie Lawless
Blackie Lawless (szül. Steven Edward Duren) (New York, 1956. szeptember 4. –) amerikai énekes, zenész, aki a W.A.S.P. nevű heavy metal együttes énekeseként vált ismertté az 1980-as években.

## Pályája
Lawless 18 éves korában hatalmas lehetőséget kapott azzal, hogy csatlakozhatott a New York Dollshoz. A Dolls akkor már szétesőben volt, és nem sokkal később fel is bomlott. Ezek után Lawless több rövid életű együttest alapított. Ilyen volt például a Sister is, amelyben együtt zenélt Nikki Sixx-el, aki később a Mötley Crüe alapító basszusgitárosa lett. Később a London nevű zenekarban zenélt, majd 1982-ben megalapította a W.A.S.P.-ot. Ezzel a zenekarral már világszerte sikeres lett. A zenekar számtalan dalának ő maga írta a szövegét és a zenéjét is.

## További információ
- Blackie Lawless a PORT.hu-n (magyarul)
- Blackie Lawless az Internet Movie Database-ben (angolul)
- Blackie Lawless a Rotten Tomatoeson (angolul)